# Otto Lührs
Otto Lührs (* 10. Oktober 1939 in Schwaförden) ist ein deutscher Physiker und Künstler.

## Werdegang
Otto Lührs machte eine Lehre als Elektroinstallateur in Diepholz und arbeitete danach als Fernmeldehandwerker bei der Deutschen Bundespost in Bremen. Sein erster Lehrer an der einklassigen Volksschule Vorwohlde, jetzt Sulingen, war Kurt Pfaffenberg, der sich auch als Botaniker und Heimatforscher Verdienste erwarb. Nach dem Abitur 1967 am Abendgymnasium Bremen, seit 1988 Erwachsenenschule Bremen, studierte er Elektrotechnik und Physik an der Technischen Universität Berlin. Ergänzend studierte er Kulturarbeit an der Hochschule der Künste Berlin. Neben den Studien beschäftigte sich Lührs seit 1973 mit den damals noch neuen Leuchtdioden. Er montierte die Leuchtdioden auf eine Scheibe, die er schnell rotieren ließ. Dabei wurden die Leuchtdioden von einer elektronischen Schaltung angesteuert. So entstanden dekorative Lichtobjekte. Das Verfahren nannte er Rotografie und zeigte entsprechende Objekte 1980 auf der Ars Electronica | in Linz und auf anderen Kunstausstellungen, teilweise unter dem Pseudonym Otto Frühling.
Lührs stand von 1982 bis 2004 der Abteilung Naturwissenschaftliche Grundlagen der Technik am Deutschen Technikmuseum Berlin vor und leitete den Aufbau des Science Centers Spectrum. Auf Veranlassung des Museumsdirektors Günther Gottmann schickte die Berliner Kulturverwaltung den Physiker Otto Lührs im Februar 1982 zu einem 14-tägigen Studienaufenthalt zum Exploratorium in San Francisco. In diesem von Frank Oppenheimer aufgebauten Science Center machte er Skizzen und Fotos und beobachtete das Verhalten des Publikums. Mit zehn Exponatvorschlägen kehrte er nach Berlin zurück und begann umgehend mit der Realisierung von Hands-on-Exponaten (interaktive Exponate zum Anfassen und Ausprobieren), die noch im gleichen Jahre dem Publikum präsentiert werden konnten. Die Eröffnung fand am 14. Dezember 1982 in den Räumen des Fördervereins des künftigen Technikmuseums in der Berliner Urania statt. Damit begannen die anfänglichen Schritte zum Aufbau des Science Centers Spectrum als erste deutsche Museumseinrichtung mit interaktiven Experimentierstationen aus Naturwissenschaft und Technik, die von jährlich 200.000 Personen besucht wird. Für diese Leistung wurde er im Jahr 2009 mit dem Georg-Kerschensteiner-Preis der Deutschen Physikalischen Gesellschaft geehrt, der für hervorragende Beiträge zur Didaktik und Schulphysik verliehen wird. Im Jahr 2012 wurde er zudem mit dem Verdienstkreuz am Bande für sein langjähriges Engagement für naturwissenschaftliche Bildung geehrt. In den Jahren von 1992 bis 1996 war Otto Lührs Vorstandsmitglied des europäischen Dachverbandes der Science Center Ecsite.
Daneben arbeitete er als Berater für das phæno in Wolfsburg und war langjähriger Vorsitzender der Lehrerbildungsinitiative Science on Stage Deutschland.
Der Windkraftpionier Manfred Lührs ist der Bruder von Otto Lührs.

## Nebentätigkeiten
- Von 1979 bis 1981 Kursleiter für Elektronische Kunst an der Volkshochschule Berlin-Wilmersdorf.
- Von 1982 bis 1984 Kursleiter bei Jugend im Museum e.V. für Elektronik

## Ehrenamtliche Tätigkeiten
- Von 1994 bis 2002 Mitglied des Pädagogischen Beirats bei Jugend im Museum.
- Von 1999 bis 2004 Mitglied des erweiterten Vorstandes beim VDI Berlin-Brandenburg, zuständig für den Arbeitskreis Jugend und Technik.
- 2006 Mitbegründer des Schülerlabor-Netzwerks Genau.

## Ehrungen
- 2009: Georg-Kerschensteiner-Preis der Deutschen Physikalischen Gesellschaft[3]
- 2012: Verdienstkreuz am Bande der Bundesrepublik Deutschland[4]

## Publikationen (Auswahl)
- Eugen Goldstein. In: Berlinische Lebensbilder, Naturwissenschaftler, Colloquium Verlag Berlin, 1987, S. 147–154.
- mit Gerhard Ebel: Urania-eine Idee, eine Bewegung, eine Institution wird 100 Jahre alt. In: 100 Jahre Urania Berlin. Urania Berlin e.V., 1988, S. 15–74.
- 100 years Science Centres in Berlin-Urania and Spectrum. In: The Future for Museums of Science and Technology Convegno Internationale CIMUSET, Villa Falconieri Frascati, Settembre 1991, S. 272–277.
- Vom Schauen und Anfassen, Technische Museen und ihr Wandel. In: Kultur und Technik. Deutsches Museum München, 3/1992, S. 49–53.
- Wilhelm Foerster und die Gründung der Urania. In: Mathias Iven (Hrsg.): 3 × Foerster. Schibri-Verlag, 1995, ISBN 3-928878-29-8, S. 56–66.
- Magnetismus (= Was ist Was? Nr. 39). Tessloff Verlag Nürnberg, 2002, ISBN 3-7886-0279-1.
- Max Wilhelm Meyer – ein Pionier der Wissenschaftspublizistik. In: Mathias Iven (Hrsg.): Seid nicht gerecht, sondern gütig. Schibri-Verlag, 1996, ISBN 3-928878-45-X, S. 33–44.
- Zum Jahr der Geisteswissenschaften. In: Technischer Jugendfreizeit- und Bildungsverein e.V. (Hrsg.): Kontexis. Nr. 22, 2007, S. 2 (tjfbg.de [PDF]).
- Science Center – Wie fing alles an? In: Wissenschaft im Dialog gGmbH (Hrsg.): Forum Wissenschaftskommunikation, Symposium 23.–25. September 2008 Bremerhaven. 2008, S. 6–7 (wissenschaft-im-dialog.de [PDF]).
- Technikmuseum und Science Center. Ein Blick ins Gefüge nach 25 Jahren. In: Museumsjournal Berlin. Nr. 1, 2008, S. 16–17.
- Anfassen erwünscht! In: Physik Journal. Band 8, Nr. 8/9, 2009, S. 75–78 (pro-physik.de [PDF]).
- Urania-Mythos und Realität. In: 125 Jahre Urania Berlin. Westkreuz-Verlag, ISBN 978-3-943755-14-5, S. 19–66.
- Der Weg zum Spectrum. In: Wissenschaft und Öffentlichkeit. Eugen Goldstein Kolloquium, Urania Berlin 19. April 2013. Westkreuz-Verlag, ISBN 978-3-944836-11-9.
- Die Urania im Nationalsozialismus. In: Wissenschaft und Öffentlichkeit, Eugen Goldstein Kolloquium, Urania Berlin 19. April 2013. Westkreuz-Verlag, ISBN 978-3-944836-11-9.
- Manfred Lührs In:  Aufbruch der Windenergie in Deutschland., Sonnenbuch Verlag, Dresden, ISBN 3-9809956-2-3, S. 171–172.